# Ростислав Всеславич
Ростисла́в Всесла́вич (1070 (?) — 1130) — князь Лукомський (1109—1129) з династії Ізяславичів, гілки Ізяславичів Полоцьких. Хрещене ім'я — Георгій.
Наймолодший син полоцького князя Всеслава Брячиславича, онук Брячислава Ізяславича і правнук Ізяслава Володимировича.
Ростислав володів Лукомським уділом, що був старшим за Логойський і Борисовський.
У 1129 році, за наказом Великого князя Київського Мстислава Володимировича, його разом з синами Давилом і Мовкольдом та іншими Полоцькими князями було вислано до Східної Римської імперії (Візантії).
Князь помер після 1129 року, в вигнанні у Візантії.